# Gregory Hines

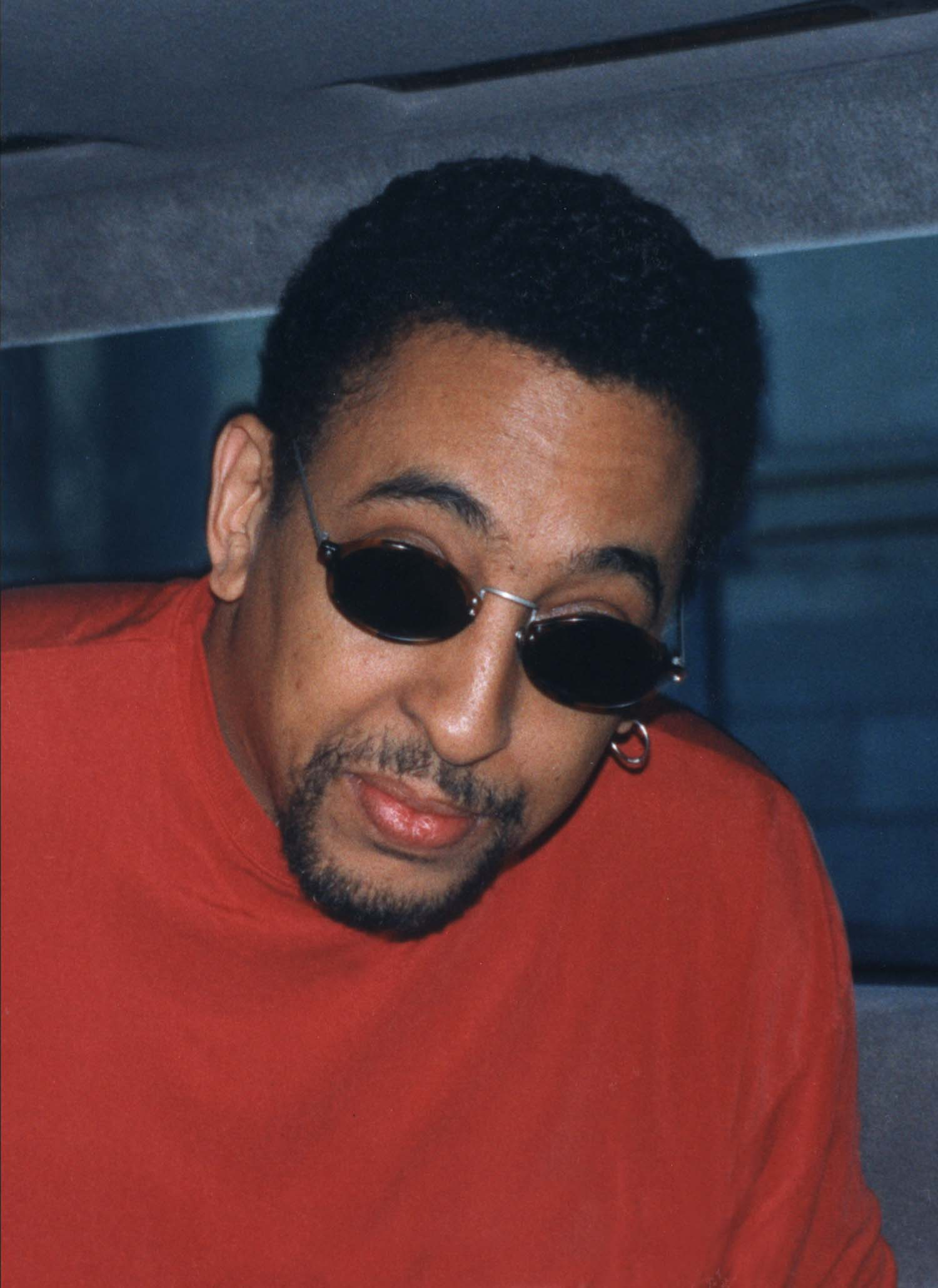
Gregory Hines (1993)

Gregory Oliver Hines (* 14. Februar 1946 in New York City, New York; † 9. August 2003 in Los Angeles, Kalifornien) war ein US-amerikanischer Stepptänzer, Schauspieler und Sänger.

## Leben
Maurice Robert Hines, der Vater von Gregory, war Tänzer, Schauspieler und Schlagzeuger; seine Mutter war Alma Hines. Bereits mit drei Jahren bekam der Junge Stepptanzunterricht, und mit fünf Jahren fing er an, in Harlem auf der Straße damit Geld zu verdienen. Mit sechs tanzte er zusammen mit seinem Bruder Maurice Hines (1943–2023) im Apollo Theater an der 125. Straße. Am Schlagzeug einer Swingband begleitete sie ihr Vater. Gemeinsam mit seinem Bruder war Hines in vielen Tanzshows am Broadway zu sehen.
In den 1980er Jahren trat Hines als Solotänzer auf. Mit seinem kraftvollen, bodennahen Stil und der Integration afro-kubanischer Tanzelemente verhalf er dem Stepptanz in verschiedenen Stepptanzfilmen zu neuer Popularität. Hines war ein wichtiges Bindeglied zwischen Veteranen des Stepptanzes und der jüngeren Generation wie auch zwischen schwarzen und weißen Stepptänzern.
1994 spielte er in Mr. Bill Sergeant Cass, den Ausbilder einer Ausbildungskaserne der US-Army und Gegenspieler von Bill Rago (Danny DeVito), der eine Gruppe Rekruten ausbilden und unterrichten soll. 1997 war er Titelheld der Comedy-Sendung The Gregory Hines Show beim amerikanischen Fernsehsender CBS, in der er einen alleinerziehenden Vater auf Brautschau spielte. 2001 stellte er im Fernsehfilm Bojangles den legendären Stepptänzer Bill Robinson dar.
Gregory Hines starb am 9. August 2003 im Alter von 57 Jahren in Los Angeles an Leberkrebs. Zum Zeitpunkt seines Todes war er mit der Bodybuilderin Negrita Jayde verlobt. Neben ihr hinterließ er noch zwei Ex-Ehefrauen, Patricia Panella, mit der er eine Tochter hatte, und Pamela Koslow, mit der er einen Sohn hatte.
2004 wurde Hines postum in die International Tap Dance Hall of Fame aufgenommen.

## Filmografie (Auswahl)
- 1981: Mel Brooks – Die verrückte Geschichte der Welt (History of the World, Part I)
- 1981: Wolfen
- 1983: Das Bombengeschäft (Deal of the Century)
- 1984: Cotton Club (The Cotton Club)
- 1984: Die Muppets erobern Manhattan (The Muppets Take Manhattan)
- 1985: White Nights – Die Nacht der Entscheidung (White Nights)
- 1985: Unglaubliche Geschichten (Fernsehserie, 1.07 Der Hellseher)
- 1986: Diese zwei sind nicht zu fassen (Running Scared)
- 1988: Saigon – Der Tod kennt kein Gesetz (Off Limits)
- 1989: Tap Dance (Tap)
- 1991: Eve 8 – Außer Kontrolle (Eve of Destruction)
- 1991: Harlem Action
- 1992: T-Bone und Weasel
- 1994: Mr. Bill (Renaissance Man)
- 1994: Kangaroo Court (Kurzfilm)
- 1994: Deadphone
- 1995: Warten auf Mr. Right (Waiting to Exhale)
- 1996: Rendezvous mit einem Engel (The Preacher’s Wife)
- 1996: Good Luck
- 1998: Tic Code
- 1999–2000: Will & Grace (7 Folgen)
- 2000: Gefühle, die man sieht (Things You Can Tell Just by Looking at Her)
- 2000: Mit aller Härte (Once in the Life)
- 2000: Kindermord in Atlanta
- 2001: Bojangles